# Paralimosina japonica
Paralimosina japonica är en tvåvingeart som beskrevs av Hayashi 1985. Paralimosina japonica ingår i släktet Paralimosina och familjen hoppflugor. Inga underarter finns listade i Catalogue of Life.